# لاندن لایو
لاندن لایو (به انگلیسی: London Live) یک شبکه تلویزیونی محلی در لندن، انگلستان  است که اخبار محلی، مسائل جاری، ورزش، هنر، رویدادها و سرگرمی را پخش می‌کند. این کانال در سال ۲۰۱۴ برای نمایش در منطقه لندن تحت قانون تلویزیون محلی راه‌اندازی و در فری‌ویو و اسکای یوکی پخش شد. مالک لاندن لایو، الیگارش روسی-بریتانیایی، اِوگِنی لِبِدِف است که همچنین رئیس و مالک دو نشر ایونینگ استاندارد محدود (ناشر روزنامه ایونینگ استاندارد که در ژانویه ۲۰۰۹ خریداری کرد) و ایندیپندنت پرینت محدود (ناشر ایندیپندنت که در مارس ۲۰۱۰ خریداری شد) است.